# Arnera
Arnera es un lugar de la provincia de Gerona, en la comunidad autónoma de Cataluña, España. Está dividido en dos entidades de población, pertenecientes a los municipios de Massanet de Cabrenys y Darníus.

## Historia
Hacia mediados del siglo XIX, el lugar, por entonces perteneciente a Darníus, tenía contabilizada una población de 56 habitantes. Aparece descrito en el segundo volumen del Diccionario geográfico-estadístico-histórico de España y sus posesiones de Ultramar de Pascual Madoz con las siguientes palabras:

ARNERA: terr. de la prov. y dióc. de Gerona (7 leg.), part. jud. de Figueras: sit. en una hondonada entre los térm. de San Lorenzo de la Muga, Masanet de Cabrenis y Darnius, de cuya jurisd. y felig. pende en un todo: tiene 14 casas, separadas las unas de las otras, y destinadas todas á las faenas propias de la agricultura: antiguamente habia 1 igl. parr. aneja de la del espresado l. de Darnius, de cuyo edificio aun se ven los cimientos en las inmediaciones de la casa llamada de Lluis de Arnera: confina el térm. por N. y O. con el r. Arnera del que toma el nombre, por E. con Darnius, y por S. con el r. Muga; se estiende 1 leg. en todas direcciones: dentro de esta circunferencia, por la parte del O., se levanta la cuesta llamada Costa Margarida, por la cual pasa el camino qué conduce de Masanet de Cabrenis á Figueras; en este sitio fué donde el bizarro coronel D. Juan Rimbau, hijo del pais, conocido con el nombre de Simonet, batió el dia 27 de febrero de 1811 á una fuerte columna de franceses, al mando de un general de Brigada; y por el lado del N. se vé un alto promontorio de peñascos inaccesibles, en cuya cúspide habia antiguamente un conv. de templarios, que en el año 1500 se trasladó al Santuario del Roure inmediato á Pont-de-Molins: junto al espresado conv. habia y aun se conserva 1 capilla dedicada á San Estéban, llamada del Llop, á causa de lo enmarañado del terreno: esta capilla con todo el terr. que la pertenece, pasó por venta de los caballeros templarios á la casa de Masot de Darnius que aun la conserva, y por cuya disposicion se celebra todos los años el domingo primero despues de Pascua de Resurreccion, una solemne fiesta con música, á la que concurren los hab. de la comarca; en aquel enmarañado bosque y promontorio se crian lobos, zorras, jabalies, águilas, cuervos y otros diferentes animales: el terreno es parte llano y parte montañoso, con varias barrancadas circuidas de frondosas praderias, vistosas arboledas y promontorios poblados de alcornoques, robles y encinas que dan gran riqueza al pais: las tierras de labor no son de la mejor calidad, por lo que las cosechas de cereales son poco abundantes: tiene minas de hierro, y actualmente se esplota una de cobre que ofrece pocos resultados: hay hornos de ladrillo de buena calidad. Los r. Muga y Arnera le circunvalan casi en su totalidad; dando á sus prados y huertos cuantas aguas necesitan, proporcionando por este medio frutas y hortalizas en abundancia: tienen 2 puentes de piedra de poca elevacion y bastante ant., y hay 1 molino harinero impulsado por las aguas del Arnera: prod. lo ya referido y corcho (su principal cosecha), poco trigo, madera, ganado lanar, cabrío, vacuno y mular en bastante número: abunda en caza: pobl: 14 vec., 56 almas.
(Madoz, 1845, p. 587)

En la actualidad, hay dos entidades singulares de población con el nombre de Arnera: en 2023, la perteneciente al municipio de Darníus tenía empadronados 31 habitantes, mientras que la de Massanet de Cabrenys tenía veinte.